# Culloden (Wirginia Zachodnia)
Culloden – jednostka osadnicza w Stanach Zjednoczonych, w stanie Wirginia Zachodnia, w hrabstwie Cabell.